# Carex rariflora
Carex rariflora là một loài thực vật có hoa trong họ Cói. Loài này được (Wahlenb.) Sm. mô tả khoa học đầu tiên năm 1813.